# ÖBB 1110
Die Reihen 1110 und 1110.500 der Österreichischen Bundesbahnen (ÖBB) waren sechsachsige elektrische Schnellzuglokomotiven, die von 1956 bis 2003 im Einsatz waren. Die Maschinen wurden von Simmering-Graz-Pauker gebaut. Die Lokomotiven waren jahrzehntelang eine wichtige Stütze des elektrischen Bahnbetriebes der ÖBB.

## Geschichte

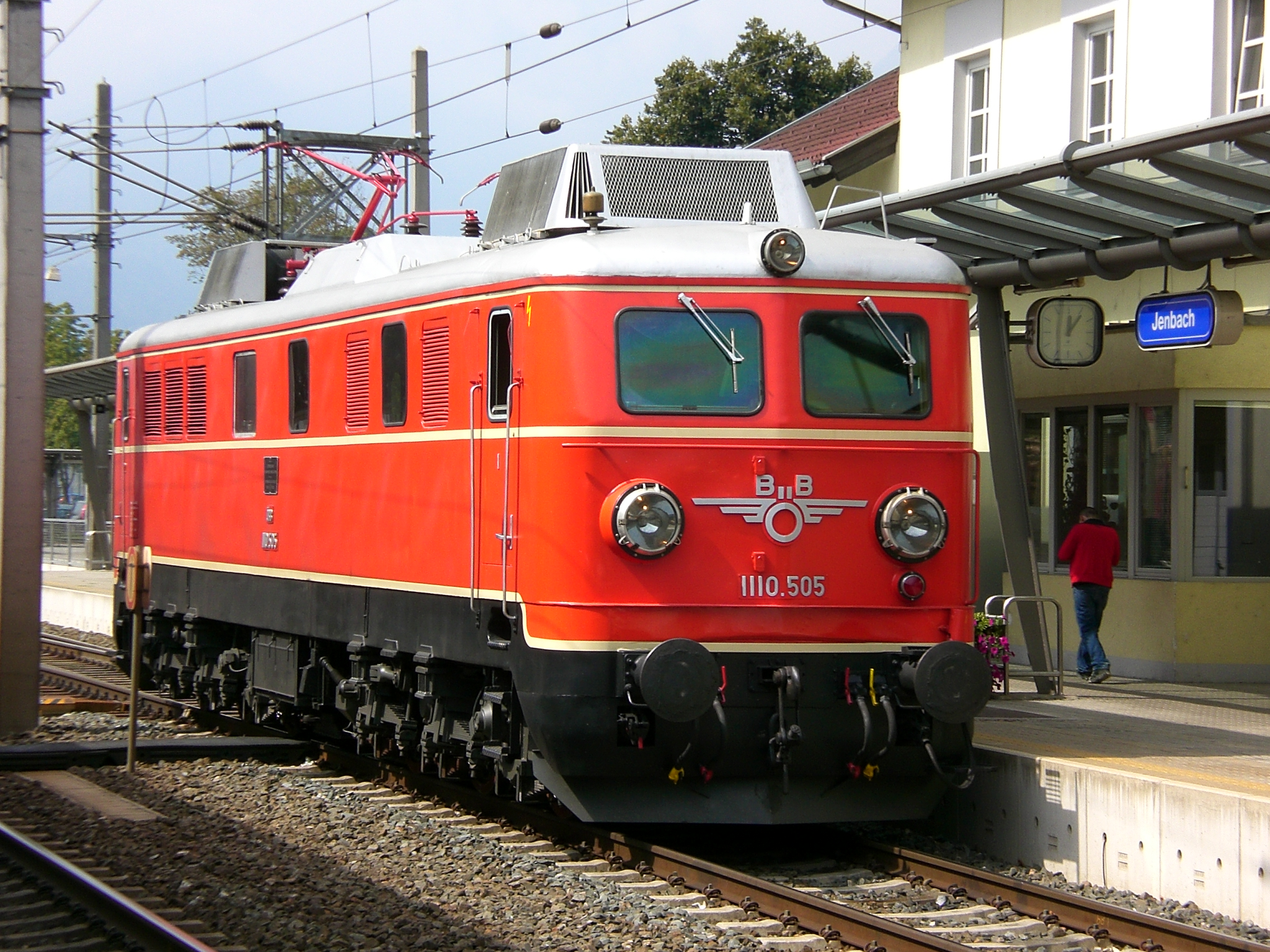
Museumslokomotive 1110.505 in Jenbach

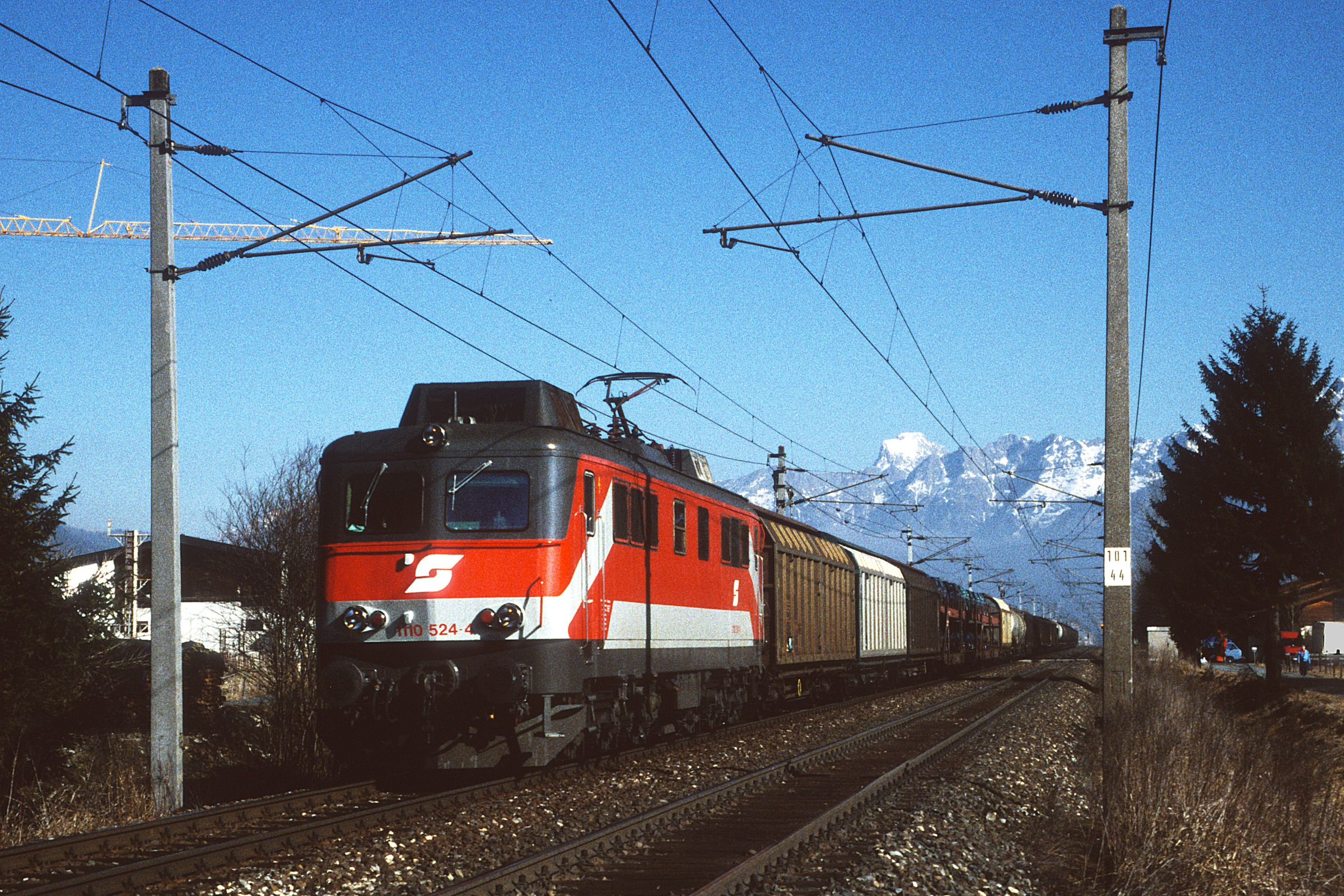
1110 524-4 (Umbauversion) bei Zell am See

Die Österreichischen Bundesbahnen planten in der Nachkriegszeit, nachdem die wichtigsten Hauptverbindungen wieder für 120 km/h befahrbar und elektrifiziert waren, neue Elektrolokomotiven zu beschaffen. Die ÖBB wollten Lokomotiven, die für 130 km/h zugelassen waren und eine Leistung von mindestens 3000 kW aufwiesen. Die Hauptverbindungen wurden in den fünfziger Jahren mit älteren Reihen (1570, 1670, 1670.100 und 1018) bedient. Da diese Reihen in der Zwischenzeit technisch überholt waren, kam die Bestellung weiterer Exemplare dieser Lokomotiven nicht mehr in Frage und die ÖBB entschieden sich für die Entwicklung und Beschaffung von Neubauloks. Bei der Konstruktion der Reihe 1110 orientierte man sich an den Lokomotiven der Reihen 1040 und 1041 sowie an der Reihe Ae 6/6 der Schweizerischen Bundesbahnen (SBB). Da die ÖBB die neuen Lokomotiven nicht nur auf der Westbahn, sondern auch auf den Strecken im Ennstal, der Südbahn, der Arlbergbahn und dem Semmering einsetzen wollten, durfte die Achslast nicht mehr als 18 Tonnen betragen; die Loks erhielten deshalb die Achsfolge Co’Co’. Die rund 120 t schwere SBB Ae 6/6 konnte aufgrund der beschränkten Achslast nicht übernommen werden, weshalb eine eigene Lokomotive mit einer höchsten Gesamtmasse von 108 t entwickelt werden musste. Diese konnte natürlich leistungsmäßig nicht ganz an die Ae 6/6 herankommen. Die ÖBB-Reihen 1010 und 1110 sind bis auf die geänderten Übersetzungen gleich, wobei es aber in jeder der beiden Reihen in einigen Details Unterschiede gegeben hat.
Im Jahre 1956 erfolgte die Auslieferung der ersten Exemplare. Zwischen 1956 und 1961 erhielten die ÖBB 30 Lokomotiven, die anfangs im Schnellzugdienst auf der Semmeringbahn und der Arlbergbahn eingesetzt wurden. Mit der Anschaffung der Reihe 1044 wurden die Loks der Reihe 1110 auf Grund ihrer Höchstgeschwindigkeit von nur 110 km/h vom Schnellzugdienst verdrängt und im Güterzugdienst eingesetzt, waren aber auch weiterhin vor Regionalzügen zu finden. Alle Lokomotiven hatten Sifa, Indusi und Zugfunk eingebaut.
In den Jahren 1974 und 1975 erhielten zehn 1110er Gleichstrom-Widerstandsbremsen. Die umgerüsteten Maschinen wurden fortan – unter Beibehaltung der alten Ordnungsnummer – als Reihe 1110.500 bezeichnet. Diese Loks trugen oberhalb der Führerstände Bremswiderstände und Einholmstromabnehmer. Einige bekamen eine neue Kastenfront und Neulack im Valousek-Design.
Das Einsatzgebiet der Lokomotiven war sehr umfangreich, denn sie zählten nach ihrer Indienststellung zu den schnellsten Elektrolokomotiven der ÖBB. Sie beförderten Schnellzüge auf der Westbahn von Wien über Salzburg bis an die Schweizerische Grenze nach Buchs, ebenso wie auf der Südbahn und über den Semmering bis zu den Grenzbahnhöfen mit Italien und Jugoslawien. Als der Schnellzugdienst nach und nach von der Reihe 1044 übernommen wurde, beförderten die Loks bis zu ihrer Ausmusterung Güter- und Regionalzüge. Sie wurden auch im RoLa-Verkehr eingesetzt.
Im Jahr 2000 verfügten die ÖBB noch über 18 Loks der Reihe 1110 sowie über 10 Loks der Reihe 1110.5. Die Loks waren zuletzt in Linz und Villach beheimatet. Im Jahre 2003 wurden im Rahmen des Modernisierungsprogrammes der ÖBB alle verbliebenen Lokomotiven ausgemustert. Die letzten Vertreterinnen schieden am 1. Dezember 2003 (1110.023) sowie am 1. September 2003 (1110.526) aus.

## Konstruktion

### Mechanische Konstruktion
Die Lokomotiven der Reihe 1110 erhielten zwei unterschiedliche Drehgestellbauarten. Die 1110.01 bis 04 und 06 bis 10 erhielten Drehgestelle mit realem Drehzapfen. Die Maschinen 05 (später 505) und 11 bis 30 waren drehzapfenlos. Die drehzapfenlose Ausführung war anfangs umstritten und bestand aus einem sogenannten aufgelöstem Wiegensystem; die 1110.502 war die einzige Maschine der Reihe 1110.5 mit realem tiefliegendem Drehzapfen. Bei beiden Varianten waren die Drehgestelle, die den Hauptrahmen und den Lokkasten trugen, quergekupptelt. Die Lokomotiven wiesen abgerundete Stirnseiten auf; die beiden Führerstände waren miteinander verbunden. Der Trafo befand sich in der Lokmitte, die Lüfter, Hilfsapparaturen und Hilfsgeräte waren auf Podesten angebracht.

### Elektrische Konstruktion
Alle Lokomotiven hatten ursprünglich zwei Scherenstromabnehmer (Bauart V mit Doppelwippe) auf dem Dach. Die Reihe 1110.500 erhielt aus Platzgründen Einholmstromabnehmer. Auf dem Dach befand sich auch der Hauptschalter, der mittels Dachleitungen mit den beiden Stromabnehmern verbunden war. Der Transformator war am Rahmen montiert und wurde durch ein Ölkühlsystem gekühlt. Die sechs vorhandenen Fahrmotoren wurden durch ein 28-stufiges Hochspannungsstufenschaltwerk gesteuert. Die Kraftübertragung erfolgte mit einem BBC-Federantrieb. Die Getrieberäder waren schrägverzahnt, die Übersetzung betrug bei der 1110 und bei der 1110.500 1:3,7. Alle Lokomotiven waren mit einer schnellwirkenden automatischen Druckluftbremse, einem Nachbremsventil, einer Zugbremse und einer Schleuderbremse ausgestattet. Die 1110.500er waren zusätzlich mit einer E-Bremse ausgestattet.

## Ausmusterung
Von den Reihen 1110 und 1110.500 sind je sechs Stück bis heute erhalten geblieben:
| Nummer       | Baujahr | Farbgebung  | Eigentümer                               | Standort                                  |
| ------------ | ------- | ----------- | ---------------------------------------- | ----------------------------------------- |
| 1110.009-6   | 1958    | blutorange  | ÖGEG                                     | Ampflwang                                 |
| 1110.015-3   | 1959    | Valousek    | SETG                                     | Wels                                      |
| 1110.018-7   | 1959    | Valousek    | ÖGEG                                     | Ampflwang                                 |
| 1110.020-3 * | 1960    | blutorange  | ÖGEG                                     | Ampflwang                                 |
| 1110.023-7   | 1960    | blutorange  | Sammlung Republik Österreich             | Strasshof                                 |
| 1110.025-5 * | 1960    | blutorange  | ÖGEG                                     | Ampflwang                                 |
| 1110.505     | 1957    | blutorange  | Privatbesitz / Verein ProBahn Vorarlberg | Wolfurt, betriebsfähig (Stand: Juni 2024) |
| 1110.522-8   | 1960    | Valousek    | ÖGEG                                     | Ampflwang                                 |
| 1110.524-6   | 1960    | gelb/grau   | regiobahn RB GmbH                        | Ernstbrunn                                |
| 1110.526-9   | 1960    | verkehrsrot | ÖGEG                                     | Ampflwang                                 |
| 1110.529-3   | 1960    | Valousek    | Privatbesitz                             | Bahnpark Augsburg                         |
| 1110.530-1 * | 1960    | Valousek    | Club 1018                                | Mistelbach Lbf.                           |

Mit einem * versehene Lokomotiven wurden als Ersatzteilspender benutzt.